# Johann Gottlieb Heineccius
Johann Gottlieb Heineccius (Eisenberg, 11 de setembro de 1681 — Halle an der Saale, 31 de agosto de 1741), conhecido na literatura lusófona por Heinécio, foi um filósofo e jurista de Eisenberg, Turíngia. Foi um dos expoentes da filosofia jurídica, tentando demonstrar que que a ciência jurídica é uma ciência racional e não um mero conhecimento empírico cujas regras não têm mais fundamento que a tradição ou o expediente do legislador. Com esse objectivo desenvolveu um conjunto de princípios do Direito e sobre eles construiu as suas teorias jurídicas sob a forma de um sistema filosófico. Teve grande influência na doutrina jurídica da segunda metade do século XVIII, em particular no sul da Europa.

## Biografia

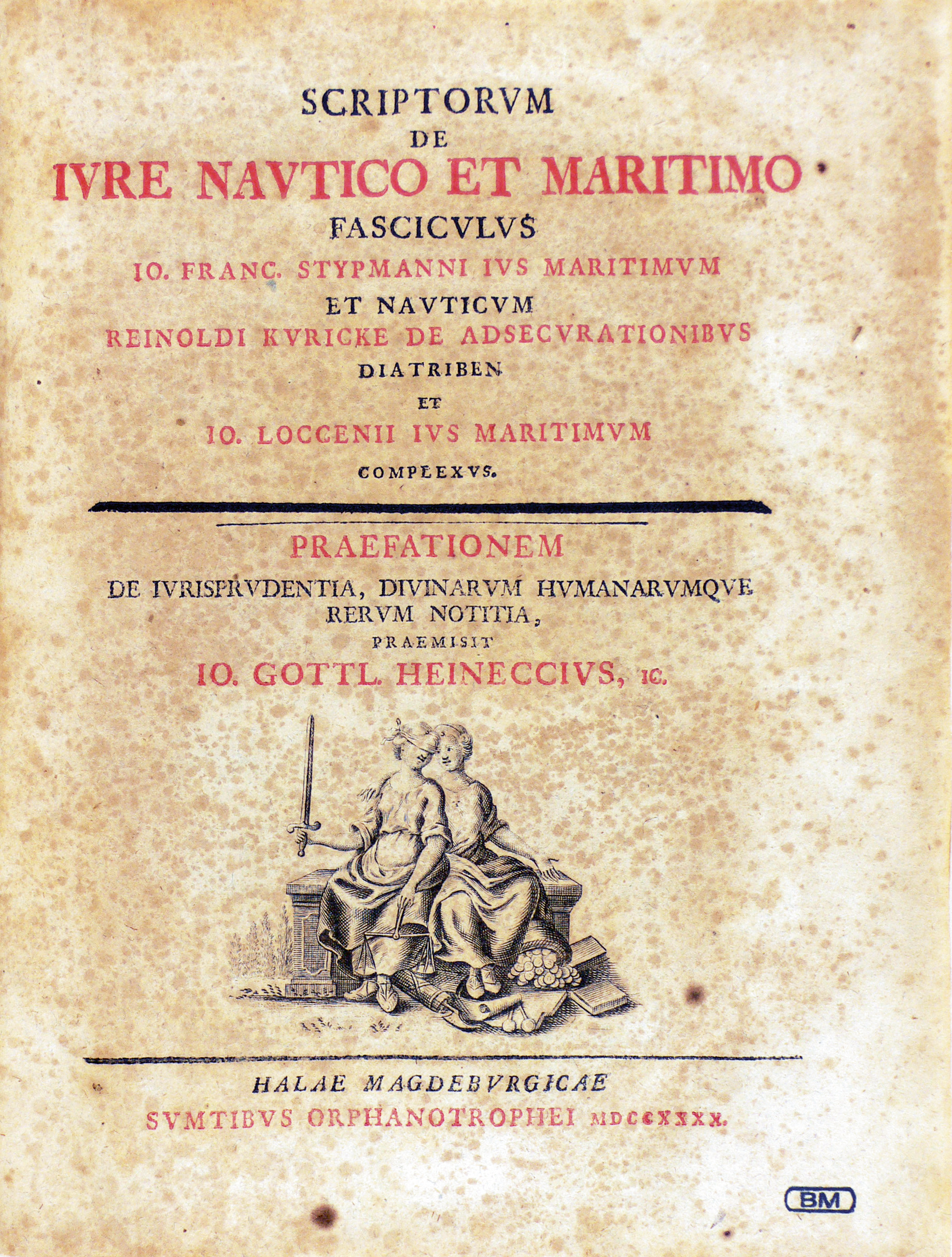
Scriptorum de iure nautico, 1740.

Estudou Teologia na Universidade de Leipzig e Direito na Universidade de Halle. Nesta última Universidade foi nomeado em 1713 para o cargo de professor de Filosofia e em 1718 professor de Jurisprudência. Subsequentemente foi professor de Direito na hoje extinta Universidade de Franeker, em Franeker na Frísia, e em Frankfurt (Oder), mas regressou a Halle em 1733 como professor de filosofia e de jurisprudência.
Para além de obras sobre direito e jurisprudência, publicou trabalhos de cariz puramente filosófico e traduziu e editou obras de vários juristas clássicos. A sua Opera omnia (9 volumes, Genebra, 1771) foi editada pelo seu filho Johann Christian Gottlieb Heineccius (1718-1791).
Seu irmão, Johann Michael Heineccius (1674-1722), pastor luterano, foi um pregador e teólogo muito reputado no mundo protestante.
As principais obras publicadas são:
- Antiquitatum Romanarum jurisprudentiam illustrantium syntagma (1718)
- Historia juris civilis Romani ac Germanici (1733)
- Elementa juris Germanici (1735)
- Elementa juris naturae et gentium (1737)

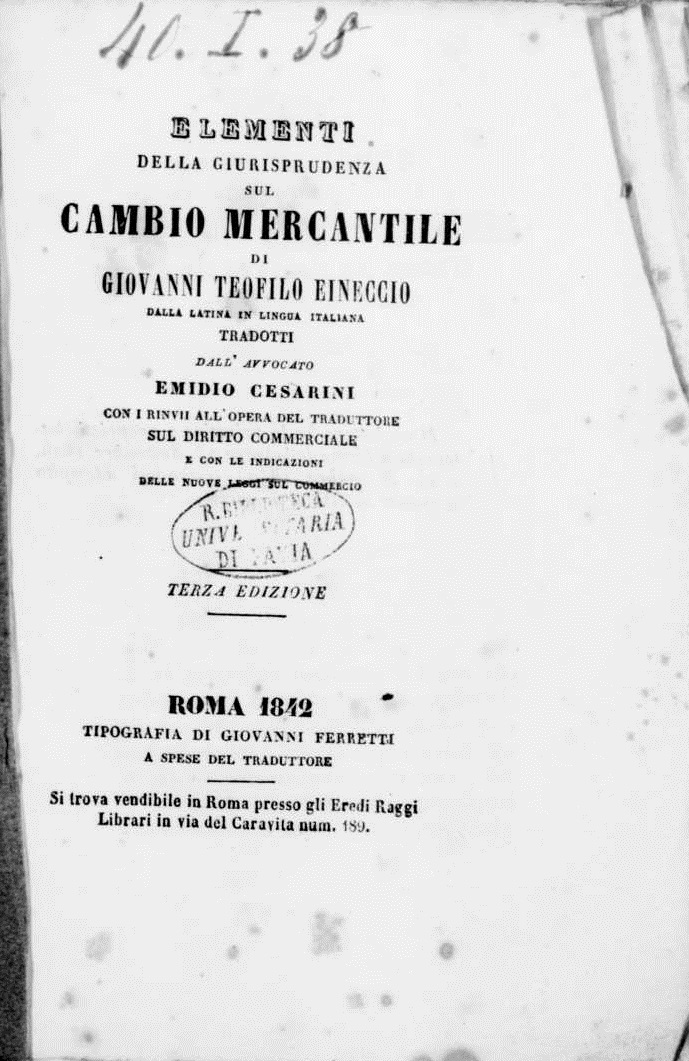
Elementa iuris cambialis, 1842